# Василисса Ольга (эсминец)
Василисса Ольга (греч. ВП Βασίλισσα Όλγα — Королева Ольга) — греческий эсминец типа Василевс Георгиос (модифицированного варианта британского типа G), действовавший с успехом и погибший во Второй мировой войне. Корабль получил имя василиссы (королевы) Греции, родом из царской российской семьи (см. Ольга Константиновна), супруги короля Греции Георгиоса I.

## Строительство
Эсминец построен на верфи Yarrow & Company, Scotstoun, Шотландия вместе с однотипным эсминцем D 14 «Василевс Георгиос», и был одним из самых современных кораблей ВМФ Греции накануне Второй мировой войны.

## Служба
Эсминец принял участие в греко-итальянской войне 1940—1941 годов, сопровождая суда, и принял участие в первом и третьем рейде греческого флота против итальянского судоходства в проливе Отранто (14-15 ноября 1940 года, и 4-5 января 1941 года). Перед тем, как на помощь Италии пришла Германия, эсминец вывез золото банка Греции из Афин на остров Крит.
После немецкого вторжения эсминец вместе с другими кораблями флота ушёл в Александрию, Египет в мае 1941 года, где получил британский номер H 84 (Классификация кораблей по номеру вымпела). После модернизации, произведенной в Калькутте, Индия в ноябре — декабре 1941 года, эсминец вернулся на Средиземное море.
В феврале 1942 года, в составе британской эскадры, эсминец принял участие в Тобрукской операции. 26 марта 1942 года эсминец подобрал 20 моряков британского танкера RFA Slavol, потопленного немецкой подлодкой U-205 возле Сиди-Баррани (Египет). 10 июня 1942 года «Василисса Ольга» подобрала 53 моряка британского танкера RFA Brambleleaf, торпедированного немецкой подлодкой U-559, возле Ras Alem (Египет).
Под командованием лейтенант-коммандера Г. Блессаса «Василисса Ольга» произвела несколько успешных операций:
- 14 декабря 1942 года эсминец потопил итальянскую подлодку Uarsciek 600-серии (Подводные лодки типа «Адуа») около Мальты, вместе с британским эсминцем HMS Petard (G56)[2].
- 19 января 1943 года Василисса Ольга, вместе с британскими эсминцами HMS Pakenham (G06) и HMS Nubian (F36), перехватил и потопил 475-тонный итальянский транспорт Stromboli у побережья Ливии .
- 2 июня 1943 года Василисса Ольга и британский эсминец HMS Jervis (F00) потопили у мыса Спартивенто, Калабрия 2 торговых корабля и 2 корабля сопровождения, включая 790-тонный итальянский торпедный корабль Castore класса Spica[3].

Василисса Ольга также приняла участие в захвате острова Пантеллерия и в высадке союзников в Сицилию.
Как признание вклада ВМФ Греции в войну, 10 сентября 1943 года Василисса Ольга возглавила союзную эскадру (HMS Warspite, HMS Valliant, HMS Faulknor, HMS Fury, HMS Echo, HMS Intrepid, HMS Raider, Le Terrible), принимавшую сдачу итальянского флота. Во время союзной операции в архипелаге Додеканес, 18 сентября 1943 года, «Василисса Ольга» вместе с британскими эсминцами HMS Faulknor (H62) и HMS Eclipse (H08), потопила немецкий конвой, состоящий из 2000-тонного транспорта Pluto и 4000-тонного транспорта Paolo, и корабль сопровождения ‘Ν 2104’, около острова Астипалея.
Во время сражения за остров Лерос «Василисса Ольга» доставила на остров диверсантов LRDG (Long Range Desert Group), но 26 сентября была атакована 25 самолётами Junkers Ju 88 и потоплена в бухте Лакки, Лерос. Коммандер Георгиос Блессас, 6 офицеров и 65 других членов экипажа погибли вместе с кораблём.
В честь экипажа эсминца Василисса Ольга в Лакки-Лерос воздвигнут памятник.

## Предшественник
- Василисса Ольга (броненосец) — в составе греческого флота с 1869 по 1925 год.